# NGC 3530
NGC 3530 est une petite galaxie lenticulaire située dans la constellation de la Grande Ourse. NGC 3530 a été découverte par l'astronome germano-britannique William Herschel en 1793.

## Caractéristiques
Sa vitesse par rapport au fond diffus cosmologique est de 2 038 ± 11 km/s, ce qui correspond à une distance de Hubble de 30,1 ± 2,1 Mpc (∼98,2 millions d'al).

## Groupe de NGC 3610
Selon Abraham Mahtessian, NGC 3530 fait partie d'un groupe qui comprend 13 galaxies, le groupe de NGC 3610, la galaxie la plus brillante de ce groupe. Les autres galaxies du groupe de Mahtessian sont NGC 3517 (?), NGC 3589, NGC 3610, NGC 3613, NGC 3619, NGC 3625, NGC 3642, NGC 3669, NGC 3674, NGC 3683, IC 691 et NGC 3683A (noté 1126+5725 pour CGCG 1126.4+5725 dans l'article de Mahtessian).
La distance moyenne de 12 galaxies de la liste de Mahtessian est d'environ 26,5 Mpc (∼86,4 millions d'al). La galaxie NGC 3517 devrait être enlevée de cette liste car elle est à une distance de 114,7 ± 8,6 Mpc (∼374 millions d'al) de la Voie lactée, soit plus de quatre fois plus éloignée. De plus, la galaxie IC 691 est à environ 13,2 Mpc (∼43,1 millions d'al) de la Voie lactée. Elles semblent donc trop rapprochées pour faire partie de ce groupe.
Mentionnons que huit des galaxies retenues par Mahtessian appartiennent à deux groupes distincts indiqués dans un article de A.M. Garcia, le groupe de NGC 3613 (NGC 3613, NGC 3625 et NGC 3669 auxquels s'ajoute UGC 6344 non retenu par Mahtessian) et le groupe de NGC 3642 (NGC 3610, NGC 3619, NGC 3642, NGC 3674 et NGC 3683). La distance moyenne des galaxies du groupe de NGC 3613 est d'environ 27,5 Mpc (∼89,7 millions d'al) et celle du groupe de groupe de NGC 3642 est d'environ 24,1 Mpc (∼78,6 millions d'al).
Les galaxies NGC 3530, NGC 3589, IC 691 et NGC 3683A n'apparaissent dans aucun des groupes retenus par Garcia.